# Amszaspandowie

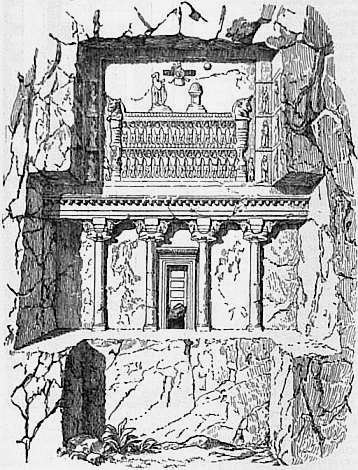
Grobowiec Dariusza Wielkiego, Naksze Rustam, koło Persepolis z przypuszczalnym wyobrażeniem 6 Amesza Spentów po bokach górnej części reliefu. Rycina z Encyclopaedia Britannica 1911 r.

Ameszaspand lub Amesza Spenta, (śr. pers. Amešāspand, Mahraspand, aw. Aməša Spənta), termin awestyjski oznaczający dobroczynną boskość, dosłownie: Nieśmiertelny–Szczodry–Potężny-Święty.

## Znaczenie słowa
Wyrażenie nie występuje w Gathach, prawdopodobnie zostało wymyślone przez samego Zaratusztrę. Spənta jest charakterystycznym słowem jego objawienia, oznaczającym „szerzenie, umacnianie, szczodrość, świętość”. Znaczenie tego słowa w Wedach sugeruje, że indo-Irańczycy byli przyzwyczajeni do czczenia „Wszystkich Nieśmiertelnych” (sansk. Viśve Amṛtās). Termin Viśve Amṛtās obejmował istoty znane Zaratusztrze jako dewy. Kiedy odrzucił tę grupę bóstw jako złe, rozkazał swym wyznawcom czcić tylko te istoty, które uważał za spənta to znaczy takie, które używają swoich mocy, by wspierać dobre byty. Termin ten odnosi się zatem do samego Ahura Mazdy i do wszystkich boskich istot, które stworzył, aby pomóc mu w przezwyciężeniu zła. W tym sensie może być używany jako synonim jazata (por. Wisperad 8.1); te dwa słowa występują wielokrotnie w księgach spisanych w języku średnioperskim (np. Menog i Kszarad 12.11, 21.35). 
Pierwszy raz zostało zastosowane w Gathach w Jaśnie Haptanhaiti (J. 39,3): „Zatem czcimy dobre istoty, mężczyznę i kobietę, Spenta Amesze, wiecznie żywe, zawsze korzystne, które trzymają się dobrego celu. W zaratusztriańskim wyznaniu wiary, Fravarānē, wierny oświadcza: „Oświadczam że jestem czcicielem Mazdy, jestem zaratusztrianinem, odrzucającym dewy, tym, który wychwala Amesza Spentów, który czci Amesza Spentów” (J. 12.1); a w późniejszym tekście Awesty (J. 1.2) napisane jest, że jazata Atar jest „najmocniejszym z Amesza Spentów”. 
Termin ten jest najczęściej używany w ograniczonym sensie w odniesieniu do największych istot spənta, to znaczy do wielkiej heptady, która jest szczególnym elementem objawienia Zaratusztry, a mianowicie odnosi się do samego Ahury Mazdy. Heptada jest jego emanacją, ale może być reprezentowana lub ukazywać się jako Święty Byt Duchowy Spenta Mainju. Szóstka, może być wzywana jako Jazaci, lub ograniczona tylko do tych sześciu bytów jako samodzielnie działające istoty. Te dwa znaczenia - ogólny i szczególny - współistnieją nie tylko w księgach Młodszej Awesty i Księgach w języku pahlawi, ale także w codziennej praktyce i używaniu ich przez zaratusztrian. Czasami występują nawet obok siebie w tym samym zdaniu, np. Bundahiszn 3.1: „Imiona trzydziestu Amesza Spentów zostały nadane trzydziestu dniom, a więc: najpierw Ohrmazd, potem sześciu Amesza Spentów”. W zachodniej literaturze naukowej, termin Amesza Spenta odnosi się zwykle do wielkiej szóstki. 

## Heptada Ahura Mazdy
Zwykle podaje się taki skład heptady, której część stanowią Amesza Spentowie wraz z ich atrybutami:
- Ahura Mazda – Dobry Bóg

### Trzy męskie (nijakie) Moce
- pers. Bahman – aw. Wohu Manah czyli Dobra Myśl; królestwo zwierząt
- pers. Ardibeheszt – aw. Asza Wahiszta czyli Najlepsza Prawda, Ład Należyty; królestwo ognia, ciepło, światło boże
- pers. Szachriwar – aw. Chszatra Wairja czyli Królewskość Zwycięska, „Pożądane Panowanie”; królestwo metali

### Trzy żeńskie Moce
- pers. Spandarmat – aw. Spenta Aramaiti czyli Święta Cierpliwość; królestwo ziemi, kobiecość
- pers. Chordad – aw. Haurwatat czyli Zdrowie, integralność; królestwo wody
- pers. Mordad – aw. Ameratat czyli Nieśmiertelność; królestwo roślin

## Ameszaspentowie w Aweście

### Ormazd
Ofiarujemy się jasnemu, chwalebnemu władcy, mocarnemu Ahura Mazdzie; poświęcamy się Amesza-Spentom.

### Wohuman
Ofiarujemy się Ameszaspentowi Wohumanowi; poświęcamy się Pokojowi, którego tchnienie jest przyjazne, i który ma największą moc niszczenia wszystkich kreatur Arymana. Poświęcamy się Niebiańskiej Mądrości, ustanowionej przez Mazdę; poświęcamy się Mądrości zdobytej, którą dała mu słyszeć, Mazda.

### Ardwahiszt
Ofiarujemy się Ameszaspentowi Aszy-Wahiszcie, najpiękniejszemu, Ameszaspentowi; poświęcamy się upragnionemu Arjamanowi (Saoszjantowi); poświęcamy się bo dał nam Mazda narzędzie wykonane przez siebie; poświęcamy się dobremu Saoce, patrzącemu oczami świętej miłości, danymi mu przez Mazdę.

### Szahriwar
Ofiarujemy się Ameszaspentowi Khszathrze-Wairji; poświęcamy się metalom; poświęcamy się Miłosierdziu i Miłości.

### Spandarmad
Ofiarujemy się dobrej Ameszaspentce Spenta Armaiti; poświęcamy się dobrej Ratu, patrzącej oczami świętej miłości i miłosierdzia, uczynionymi przez Mazdę.

### Chordad
Ofiarujemy się Ameszaspentce Hurwatat; poświęcamy się dla świętych pór roku. Poświęcamy się na lata, świętej mistrzyni świętości.

### Amurdad
Poświęcamy się Ameszaspentce Ameretat; poświęcamy się by panował dostatek, i liczne były trzody; poświęcamy się by obficie obradzały zboża; poświęcamy się potężnemu Gaokerenie, stworzonemu przez Mazdę.
(tłumaczenie według: Avesta, Khorda Avesta, Siroza 2, James Darmesteter, „Sacred Books of the East,” American Edition, 1898).

## Imiona i płeć
Imiona wszystkich sześciu pojawiają się wielokrotnie w Gathach, choć rzadko z epitetami, które stały się trwałymi atrybutami pierwszych czterech w tradycji. Gramatycznie imiona pierwszych trzech są nijakie, kolejnych trzech żeńskie.

## Kreacja Amesza Spentów
W Gathach nie ma usystematyzowanej doktryny Amesza Spentów, ale imiona wszystkich spentów z Heptady są zebrane w Jaśnie 47,1. Proces, stworzenia Amesza Spentów, jest różnie ukazywany. W młodszej Aweście jest powiedziane, że Ahura Mazda najpierw stworzył szóstkę, a następnie poprzez nią inne korzystne bóstwa. W Gathach Zaratusztra mówi o Ahura Mazdzie jako o „Stwórcy” Vohu Manah i Asza i „ojcu” Vohu Manah, Aszy i Armaiti. Ten ostatni termin jest wyraźnie przenośnią. Powtarza się to w Młodszej Aweście (Jaszt. 19.16–188), gdzie sześciu wielkich Amesza Spentów, wraz ze Spenta Mainju, czczonych jest jako ci, którzy są „jednego umysłu, jednego głosu, jednego aktu, których ojcem i władcą jest jeden, Stwórca, Ahura Mazda” W innym miejscu Młodszej Awesty. Amesza Spentowie czczeni są jako formy, w które Stwórca «miesza się» (rētwaja). W Bundahiszn 1.44 mówi się, że Ahura Mazda stworzył ich „ze swego własnego ja” (az hãn i kšweś kšwadih), a w Menog i Kšrad, że zrobił to „z własnego światła” (az hãn i kšweś rōśnih), podczas gdy w Adżãdgãr i Dżãmãspig 3.3-7 stworzenie ich jest porównywane do rozświetlenia pochodni, czy samej pochodni.

## Doktryna
Amesza Spentowie są jedną istotą ze swoim Stwórcą. Otrzymali jednak od niego osobne egzystencje, by móc mu pomagać na różne sposoby w przezwyciężaniu zła; zjednoczeni w istocie, są podzieleni osobowo. Wszyscy Amesza Spentowie mają swojego specjalnego Frawasziego, Garonmana (garothman). Mieszkają w najwyższych niebiosach. Ta zajmują „złote miejsca”, które należą do duchów w królestwie niebios. Każdy z nich jest zatem równocześnie jazatem, to znaczy istotą stworzoną, którą należy wielbić oddzielnie, modlitwami, ofiarami i hymnami uwielbienia; powinni być należycie wzywani, każdy według imienia, do pomocy w odpowiednim zakresie, do którego zostali stworzeni co Zaratusztra wymienia szczegółowo w gathach. Niemniej jednak, choć niezależni jako jazatowie, Amesza Spentowie są również hipostazami różnych aspektów natury Boga i są tak blisko niego, że Zaratusztra czasami zwraca się do Ahura Mazdy: „Wy”, w liczbie mnogiej kiedy wzywa boga wraz z jedną lub z kilkoma z tych istot. Ponadto prorok często używa określeń Asza, Kszatra itp, jako cech, które reprezentują te sześć Wielkich Istot i które każdy sprawiedliwy (aszawan) powinien posiąść. Te dwie koncepcje boskości i ludzkiej mocy zdają się często mieszać poprzez myśl o mocy pochodzącej od boga, która urzeczywistnia się wstępując w osobę. Doktryna Heptady ma zasadnicze znaczenie dla zaratusztriańskiej teologii moralnej: gdzie poprzez wielbienie, medytację i działanie każda osoba powinna dążyć do wprowadzenia siódemki do swojej istoty, stając się tym samym coraz bardziej godną osiągnięcia nieba. 

### Wymiar fizyczny doktryny
Doktryna ma również wymiar fizyczny, ponieważ każdy z siedmiu Amesza Spentow jest połączony z jednym z siedmiu „stworzeń” (tworów, pahl. Dahisznaan), które według starożytnych myślicieli irańskich tworzyły świat. Te połączenia są systematycznie wymieniane w tekstach Zand, a później Pahlawi: Ahura Mazda jest szczególnym strażnikiem sprawiedliwego człowieka, Vohu Man bydła, Artwahiszta ognia, Szahriwar metali, Spendarmat ziemi, Hordad wody, a Amurdad roślin.

### Specyfika doktryny
Doktryna wielkich Amesza Spentów łączy ich zatem na płaszczyźnie duchowej, etycznej i materialnej w unikalny sposób, a radykalny dualizm nadaje swój szczególny charakter tej zaratusztriańskiej koncepcji. Doktryna ta reprezentuje starożytny, mistyczny sposób patrzenia na rzeczywistość. Ten sposób myślenia jest bardzo odległy od współczesnych zachodnich kanonów duchowych, co powoduje liczne pomyłki w postaci nakładania pochodzących z zachodnich teologii kalek pojęciowych. 

### Rytuał
Związek między tworami pod opieką Amesza Spentów potwierdzony jest aktem kultu w nabożeństwie świątynnym, podczas którego są reprezentowani wszyscy członkowie Heptady: Armaiti przez ziemię „świętej dzielnicy”, Hurwatat przez „wodę wyzwolenia”, Ameretat przez rośliny i zioła, Wohu Manah przez ofiary z mleka lub mięsa, Kszatra przez metalowe naczynia i narzędzia, Asza przez rytualny ogień, i Spenta Mainju, Święty Duch Ahura Mazdy, przez kapłana pełniącego obowiązki. Ta interpretacja rytuału, którą, zgodnie ze świadectwem Gath, przypisuje się samemu Zaratusztrze, była przekazywana z pokolenia na pokolenie do czasów współczesnych (patrz Boyce, Twierdza, str. 51), było to bardzo pomocne w utrzymaniu doktryny Heptady w społeczności. Ponadto zaratusztriański rok ma siedem wielkich świętych dni na cześć Heptady (Nowruz i Gahmbary), które są jedynymi świętami obowiązkowymi w tej religii.

### Imanencja
Znaczenie doktryny immanencji wielkich Amesza Spentów jest dodatkowo potwierdzone przez dzieła manichejskie z III wieku naszej ery; kiedy pisma Maniego zostały przetłumaczone na środkowo-perski termin mahraspandan i został użyty jako rzeczownik opisujący pięć „lekkich elementów” w jego własnej kosmologii jako eter, wiatr, światło, woda i ogień (Mir. Man. s. 206, 214, sv). To powodowało, że chrześcijanie w okresie sasanidzkim wielokrotnie oskarżali zaratusztrian o oddawanie czci żywiołom.

### Kalendarz
Mary Boyce sugeruje, że kalendarz zoroastryjski, w którym każdy z trzydziestu dni miesiąca jest poświęcony któremuś z jazatów, powstał pod koniec panowania Achemenidów, i odgrywał znaczącą rolę w utrzymaniu koncepcji Heptady. W kalendarzu pierwsze siedem dni poświęcono Heptadzie. Ahura Mazda ponadto został uhonorowany przez poświęcenie mu czterech dni, a każdy z siedmiu Amesza Spentów otrzymał z kolei dedykowany mu miesiąc. (patrz Boyce, zaratusztrianizm, tom 2 II, s. 243)

## Koncepcja Hauga
Doktryna i kult Heptady nie zmieniły się w społeczności zaratusztriańskiej w Iranie do czasów współczesnych. Inaczej stało się w Indiach. W XIX wieku zachodnie naukowe teorie akademickie wywarły potężny wpływ na Parsów w Bombaju. W latach 60. XIX wieku M. Haug przedstawił im pogląd, że Zaratusztra głosił monoteizm a wielcy Amesza Spentowie, jak utrzymywał, byli dla samego proroka niczym więcej niż abstrakcyjnymi cechami boga. Ta interpretacja została przyjęta przez parsyjskich reformistów. Parsowie którzy cierpieli z powodu propagandowych ataków chrześcijańskich misjonarzy, oskarżających ich o politeizm szybko zaaprobowali pomysł Hauga. (patrz np. J. Wilson, The Pārsī Religion, Bombay, 1843, ss. 180f., - dokonali szczególnego ataku na koncepcję immanencji Amesza Spenta). Reformiści energicznie propagowali idee Hauga. Spowodowało to późniejsze nieporozumienia i pisma Parsów–reformistów zostały potraktowane przez nie znających roli Hauga zachodnich uczonych jako dowód, że interpretacja Hauga miała źródło w samej tradycji zaratusztriańskiej. Ta interpretacja gathyjskich Amesza Spentów jako abstrakcji filozoficznych i etycznych stała się przez pewien czas dominującą na Zachodzie opinią i jest nadal powtarzana przez część zachodnich publikacji, a także przez wielu Parsów, stąd znaczna różnorodność zdań we współczesnych pracach naukowych na ten temat.

## Przedstawienia Heptady
Kult Amesza Spentów poprzez ich dzieła sprawiał, że zaratusztrianie nie praktykowali kultu obrazów. Przypuszczalnie jedno z nielicznych przedstawień Heptady znajduje się na płaskorzeźbach nad grobowcami Dariusza Wielkiego i jego następców (patrz Achaemenid Religion, str. 428). Inny artefakt to perski kolczyk datowany na rok 525–330 p.n.e., znaleziony w Mezopotamii (Simpson 1972, s. 120). Na środku kolczyka znajduje się symboliczny Farawahar, środek jest otoczony sześcioma kołami, które przedstawiają mniejsze postacie, siódme koło przedstawia lilię wodną. Twierdzi się, że liczby te reprezentują albo króla i jego sześciu zwolenników, albo boga Ahurę Mazdę i „świętych nieśmiertelnych”. (Muzeum Sztuk Pięknych w Bostonie). Podobny kolczyk znajduje się w kolekcji Norberta Schimmela. Współczesne wyobrażenia Amesza Spentów namalowała artystka amerykańska, Hannah Michael Gale Shapero, znana jako "Pyracantha", na podstawie jej ilustracji w świątyni ognia w Kalkucie wykonano witraż zaprojektowany przez Katayun Saklat. Istnieją też wyobrażenia komiksowe.